# Zcash

Zcash 로고.

Zcash는 비트코인의 코드베이스에서 파생된 프라이버시 중심 암호화폐로, 영지식 증명을 사용한 암호화된 원장을 추가한 것이 주요 혁신이다. 거래는 비트코인 거래와 유사한 투명한 거래이거나, 거래에서 익명성을 제공하는 영지식 증명 유형을 사용하는 차폐 거래일 수 있다. Zcash 코인은 투명한 풀 또는 차폐된 풀에 있다.
Zerocoin 프로토콜은 향상된 후 Zerocash로 발전하였고, 이 Zerocash가 2016년에 Zcash가 되었다. Zcash의 설립자 겸 CEO는 Zooko Wilcox-O'Hearn이다. 존스 홉킨스 대학(Johns Hopkins University)의 Matthew D. Green이 암호학자로 참여하였다.
한국은 빗썸 등의 암호화폐 거래소에서 취급한다.

## 특징
사용자는 Zashi와 같은 Zcash 지갑을 사용할 수 있으며, 이는 자금을 사용하기 전에 차폐하도록 요구함으로써 기본적으로 프라이버시를 제공한다. 2025년 7월 기준으로 기존 코인 중 약 2천만 개가 차폐되어 있다.
거래는 t-addr(투명한 주소)로 제어되는 경우 "투명"하고 비트코인 거래와 유사하거나, zk-SNARK라고 하는 영지식 증명 유형일 수 있으며, 이 경우 거래는 "차폐"되었다고 하며 z-addr(차폐된 주소)로 제어된다.

## 사용
Zcash는 사용자가 차폐된(개인) 또는 투명한(공개) 거래를 보낼 수 있게 하는 프라이버시 중심 암호화폐로 사용된다. 차폐된 거래는 영지식 증명을 사용하여 발신자, 수신자 및 거래 금액을 기밀로 유지한다. 2025년 7월 기준으로 전체 ZEC 코인 공급량의 약 20%가 차폐된 주소에 보관되어 있다.
Electric Coin Company에서 개발한 현대적인 지갑인 Zashi는 현재 기본적으로 프라이버시를 제공하는 가장 사용하기 쉬운 지갑 중 하나로 여겨진다. 지출하기 전에 자금 차폐를 강제하고 모든 플랫폼에서 사용자를 위한 차폐된 거래를 단순화한다.
Zcash는 비트코인과 유사한 작업 증명 합의 메커니즘을 사용한다. 블록 보상은 채굴자와 Zcash 개발 기금 사이에 분할된다: 보상의 80%는 채굴자에게 가고, 20%는 Zcash 개발을 지원하기 위해 할당된다. 제안된 미래 업그레이드는 개발 기금의 3분의 2를 ZEC 코인 보유자에게 리디렉션하여 자금 분배 방법에 대해 투표할 수 있게 하여 더 분산된 거버넌스 메커니즘을 도입할 것이다.

## 확장성 노력
Zcash는 세 가지 주요 차폐된 풀을 통해 발전했으며, 각각은 이전보다 더 프라이빗하고 확장 가능하다.

### Sprout (2016): 프로토타입
- zk-SNARK를 사용한 최초의 프라이버시 체인.
- 유명하게 Edward Snowden이 참여한 "신뢰할 수 있는 설정 의식"이 필요했다.
- 무거움: 거래당 3GB RAM이 필요했다. 모바일 친화적이지 않았다.
- 설정이 손상되면 무한한 코인이 감지되지 않고 생성될 수 있었다.

현재: 사용 중단 과정 중. Zashi와 같은 지갑은 사용자를 자동으로 이것으로부터 멀리하고 가장 프라이빗하고 안전한 옵션으로 이동시킨다.

### Sapling (2018): 실제 사용성
- 100배 더 효율적: 마침내 휴대폰에서 사용 가능했다.
- 뷰 키, 다양한 주소, 라이트 클라이언트 지원을 도입했다.
- 신뢰할 수 있는 설정이 여전히 필요했지만 이번에는 2단계 의식(Powers of Tau[5])에서 수백 명의 참가자가 있었다. 더 분산되었지만 여전히 신뢰 앵커였다.

Sapling은 여전히 지원되지만 종료되고 있다. 새로운 UX는 사용자를 이것으로부터 멀리한다.

### Orchard (2022): 신뢰 불필요
- Halo 2에 구축됨: 신뢰할 수 있는 설정이 없는 재귀적 증명 ZK 시스템.
- 의식 없음. 가정 없음. 신뢰 앵커 없음.
- 배칭, ZK 롤업, 모바일에서 효율적인 동기화를 지원한다.

Orchard는 오늘날 현대 Zcash 지갑의 기본이다.

## 익명성
Zerocoin 프로토콜은 향상된 후 Zerocash로 발전하였고, 이 Zerocash가 2016년에 Zcash가 되었다.
Keepit 블록체인 칼럼: 익명화폐의 역사 3편 보관됨 2018-04-06 - 웨이백 머신

## 네트워크 업그레이드
Zcash 네트워크의 첫 번째 업그레이드는 블록 번호 347500에서 하드 포크를 통해 이루어졌으며, 2018년 6월 25일에 발생했다. 사용자가 거래에 대한 만료 시간을 설정할 수 있게 하는 새로운 기능이 도입되었다. 이 업그레이드는 또한 서명 검증을 개선하여 거래 속도 향상에 도움이 되었다.
그 이후로 Zcash 네트워크는 2018년 Sapling 프로토콜 구현과 이후 2022년 Orchard 프로토콜을 포함하여 여러 중요한 업그레이드를 거쳤다. 2025년에 네트워크는 프라이버시, 확장성 및 사용성의 지속적인 개선과 함께 계속 발전하고 있으며, Zashi와 같은 현대적인 지갑이 기본적으로 프라이버시를 제공하고 전체 ZEC 공급량의 약 20%가 차폐된 주소에 보관되어 있다.

## 같이 보기
- 암호화폐
- 모네로
- Dash